# Bigsbymedaljen
Bigsbymedaljen, Bigsby Medal, är en sedan 1877 av Geological Society of London utdelad medalj som instiftades av den brittiske geologen John Jeremiah Bigsby (1792-1881). Den utdelas för framstående insatser rörande den amerikanska kontinentens geologi och mottagarna måste vara under 45 år.
Medaljen, som avbildar en fossil tagghuding, utdelades från början vartannat år, men från 2005 har den utdelats årligen. År 1965 tilldelades den två personer.

## Mottagare av Bigsbymedaljen
- 1877 - Othniel Charles Marsh
- 1879 - Edward Drinker Cope
- 1881 - Charles Barrois
- 1883 - Henry Hicks
- 1885 - Alphonse Renard
- 1887 - Charles Lapworth
- 1889 - Jethro Justinian Harris Teall
- 1891 - George Mercer Dawson
- 1893 - William Johnson Sollas
- 1895 - Charles Doolittle Walcott
- 1897 - Clement Reid
- 1899 - Edgeworth David
- 1901 - George William Lamplugh
- 1903 - Henri-Marc Ami
- 1905 - John Walter Gregory
- 1907 - Arthur William Rogers
- 1909 - John Smith Flett
- 1911 - Othenio Abel
- 1913 - Thomas Henry Holland
- 1915 - Henry Hubert Hayden
- 1917 - Robert George Carruthers
- 1919 - Douglas Mawson
- 1921 - Lewis Leigh Fermor
- 1923 - Edward Battersby Bailey
- 1925 - Cyril Workman Knight
- 1927 - Bernard Smith
- 1929 - Percy George Hamnall Boswell
- 1931 - Norman Levi Bowen
- 1933 - Edward James Wayland
- 1935 - Herbert Harold Reading
- 1937 - Cecil Edgar Tilley
- 1939 - Arthur Elijah Trueman
- 1941 - Cyril James Stubblefield
- 1943 - George Martin Lees
- 1945 - Lawrence Rickard Wager
- 1947 - George Hoole Mitchell
- 1949 - William Quarrier Kennedy
- 1951 - Edwin Sherbon Hills
- 1953 - Kingsley Charles Dunham
- 1955 - Percy Edward Kent
- 1957 - Harry Blackmore Whittington
- 1959 - Basil Charles King
- 1961 - Alwyn Williams
- 1963 - Wallace Spencer Pitcher
- 1965 - John Sutton och Janet Vida Watson
- 1967 - Frank Harold Trevor Rhodes
- 1969 - Richard Gilbert West
- 1971 - Frederick John Vine
- 1973 - John Graham Ramsay
- 1975 - Drummond Hoyle Matthews
- 1977 - Brian Frederick Windley
- 1979 - Ernest Ronald Oxburgh
- 1981 - Alan Gilbert Smith
- 1983 - Robert Keith O'Nions
- 1985 - Stephen Sparks
- 1987 - Nick Kuznir
- 1989 - Trevor Elliott
- 1991 - Robert Stephen White
- 1993 - Julian Anthony Pearce
- 1995 - Andrew Benjamin Smith
- 1997 - James Anthony Jackson
- 1999 - Ali Mehmet Celal Sengor
- 2001 - Nicholas Jeremiah White
- 2003 - Paul Nicholas Pearson
- 2005 - Jonathan Blundy
- 2006 - Jonathan Lloyd
- 2007 - Philip Donoghue
- 2008 - Christopher John Ballentine
- 2009 - Christian Turney
- 2010 - Sara Russell
- 2011 - Alexander Logan Densmore
- 2012 - Geoffrey Duller
- 2013 - Christopher Jackson
- 2014 - John Maclennan
- 2015 - Daniel Parsons
- 2016 - Liane G. Benning
- 2017 - Caroline Lear
- 2018 - Simon Poulton
- 2019 - Emily Rayfield